# انتصار العقيل
انتصار العقيل (1950)، كاتبة وروائية سعودية، تكتب المقال والخواطر والقصة القصيرة والرواية، وصدر لها مجموعة من المؤلفات الأدبية منها رواية «حين تهطل السماء دموعاً». وهي حاصلة على «جائزة المرأة العربية» في الآداب والثقافة عام 2018م.

## حياتها
- ولدت في جدة عام 1950، تلقت تعليمها الابتدائي والمتوسط في جدة، والثانوي في لبنان، حصلت على الثانوية العامة سنة 1387هـ (1967م).
- تمتلك دار نشر وتوزيع بجدة هي دار انتصار للنشر والتوزيع.[2]
- بدأت كتابة المقال والخواطر في مجلة سيدتي باسم مستعار وهو (زهرة) في زاوية بلا أشواك سنة 1407هـ (1987م) لمدة ستة أشهر تقريبًا، وانتقلت بعدها للكتابة باسمها الصريح في صحيفة الشرق الأوسط باسم الزاوية نفسه بلا أشواك، ثم جمعت هذه المقالات وأصدرتها في كتاب فيروس الحب، عام 1989م.
- كتبت في مجلة اليقظة مقالًا شهريًا في زاوية بعنوان مواني بلا أرصفة عام 1988م، ثم جمعت هذه المقالات وأصدرتها في كتاب يحمل اسم الزاوية.
- كتبت في مجلة كل الناس مجموعة من الزوايا أنا والحمد لله عام 1990م، ومن تحت الرماد عام 1992م، وقلمي وأنا، وأنسنة الإنسان 2003م. جمعت هذه المقالات وأصدرتها في مجموعة كتب تحمل أسماء الزوايا.[4]
- في عام 1994م كتبت المقال الصحفي في صحيفة عكاظ تحت عنوان (قد نختلف) لمدة 8 أشهر، ثم انتقلت بعدها إلى صحيفة الجزيرة مواصلة الكتابة المقالية باسم الزاوية نفسه، وجمعت تلك المقالات، وأصدرتها في كتاب بعنوان (قد نختلف).
- في صحيفة الاقتصادية المصرية كتبت عدة مقالات تحت زاوية (عالم اليوم)، وأصدرت هذه المقالات في كتاب بعنوان خمسة حرية عام 1997م.
- كتبت مقالات متعددة في صحف محلية متنوعة كصحيفة البلاد، ولها مساهمات في الساحة الثقافية، ومساهمات في الجمعيات الخيرية، ولها عدد من المؤلفات.[5]

## تيارها الأدبي
تعد انتصار العقيل من كاتبات التيار الوجداني الرومانسي فهي تحتفل كثيرًا باللغة الشعرية الرومانسية الهادئة، سواء على مستوى كتابة النثريات والقصص أم على مستوى كتابة المقال.وأهم ما يميز كتاباتها اللغة الرقيقة والتعبير البسيط المبتعد عن التمحل، واستجلاب الصور المعقدة، والتراكيب الغريبة، كما يميز كتاباتها ميلها الواضح إلى الأسلوب الحكائي، والقص المنساب المرتكز على الحوار والتبادلية.
أما من حيث المضمون فهي تهتم كثيرًا بالجانب الإنساني، والحديث عن الإنسان وكيفيات التعايش مع الحياة ولاسيما القضايا الاجتماعية العامة، كالزواج وتكوين الأسرة والتعليم.الحديث عن شؤون المرأة وقضاياها والهموم الأنثوية وتعالقاتها مع الحب من أكثر المضامين ورودًا في مناقشاتها لذا قال عنها عبد الفتاح أبو مدين في مقال له بعنوان (انطباعات حول آثار انتصار العقيل): «إنها من أصدق المتحدثات في الوطن العربي عن هموم الأنثى». وأشار إلى أن ما يميز أسلوبها هي اللغة الشاعرية المرهفة، فهي تكتب الشعر في مقالاتها النثرية.
وأما في المقالة فإن اتجاهات كتاباتها متنوعة، فهي تكتب المقال الاجتماعي والثقافي والأدبي والمقالات ذات الطابع النفسي والذاتي التعبيري. وقد ناقشت هذه الاتجاهات ناهد نصر الدين عزب بتوسع في كتابها (الرؤية النقدية عند انتصار العقيل دراسة تحليلية)، وأشارت إلى أن أهم سمات انتصار في كتابة المقال هي اللغة الأنثوية المتضمنة ألفاظ الأنوثة، والأسلوب السردي المعتمد في أغلبه على الحوارات الداخلية، والنزوع إلى الحديث الواقعي.

## مؤلفاتها
- فيروس الحب: طبع سنة 1408هـ (1988م)، وهو مقالات أدبية وبعض الخواطر الوجدانية.[9]
- موانئ بلا أرصفة: طبع سنة 1409هـ (1989م)، وقدم عبد الله عبد الجبار للكتاب بمقدمة ذكر فيها آراءه حول كتاباتها وأسلوبها التعبيري.[10]
- أنا والحمد الله: 1990م مقالات ووجدانيات
- من تحت الرماد، وكتاب هجرة القوارير: صدرا سنة 1413هـ (1993م) مقالات ووجدانيات نثرية.
- دفء البوح: 1414هـ (1994م)، وهو نثريات وجدانية وقصص قصيرة.
- التسكع في حجرات القلب: 1418هـ (1997م) كتابات وجدانية.
- قد نختلف: 1996م مجموعة من المقالات الصحفية كتبتها حول قضايا اجتماعية مختلفة، وإضافة إلى أن الكتاب يحوي في آخره بعض الحوارات التي أجريت معها في الصحف والمجلات.
- خمسة حرية: 1419هـ (1998م) مقالات.
- وأحبك حتى الثمالة 1424هـ (2003م) وجدانيات.
- شروخ في بؤبؤ العين (2000م) خواطر وقصص.[11]
- الهجرة إلى الوطن: 1424هـ (2003م) مقالات وطنية لها جمعتها من صحيفة الوطن، ومجلة اليمامة، ومجلة كل الناس.
- أنسنة الإنسان: 2004م مقالات وجدانية.
- حين تهطل السماء دموعًا: قصة طويلة حاولت أن تحكي فيها قصة واقعية حقيقية لفتاة قابلتها، لذا حاولت نقل الحقائق كما هي، وأبعدت الخيال مما أوقعها في المباشرة.[12]
- حب على الهواء.[13]
- من تحت الرماد.[14]
- أشجان الأفراح.
- سيمازا.[15]

## الجوائز
حصلت على «جائزة المرأة العربية» في «الآداب والثقافة» عام 2018م.